# ペイトー (小惑星)
ペイトー (118 Peitho) は、小惑星帯に位置する小惑星の一つ。S型小惑星に分類される。1872年3月15日にドイツの天文学者、ロベルト・ルターにより発見され、ギリシア神話に登場する2人のペイトー（ペイト）にちなんで命名された。2000年と2003年にペイトーによる掩蔽が観測された。